# La estancia del gaucho Cruz
 La estancia del gaucho Cruz  es una película de Argentina en blanco y negro dirigida por Leopoldo Torres Ríos sobre su propio guion, que se estrenó el 27 de julio de 1938 y que tuvo como protagonistas a José Gola, Rosa Rosen y Francisco Álvarez.

## Sinopsis
Una joven actriz, encarnada por Rosa Rosen, se propone conquistar a un hombre (José Gola) que, luego de ganada fama de don Juan, se había aislado en una estancia, para lo cual se disfraza de varón y se convierte en su chófer.

## Reparto
- José Gola
- Rosa Rosen
- Francisco Álvarez
- Héctor Bonati
- Ernesto Villegas
- Antonio Capuano
- Elena Bozán
- Elena Zucotti
- Salvador Sinaí
- Emperatriz Carvajal
- Manuel Ochoa
- Salvador Sinaí[1]

## Comentario
El crítico Jorge Miguel Couselo opina que

"El film se aferraba ...a un tratamiento psicológico pero conformado a una anécdota que tiene bastante semejanza con la comedia brillante de Hollywood que el director-autor aborrecía...En la arbitrariedad del planteo argumental se evitó el equívoco sexual (u homosexual) que una búsqueda en profundidad podría inducir; era soslayable en el cine de preguerra que todavía ignoraba a Freud. El tono era de comedia ocasionalmente sofisticada, que probablemente la crítica no entendió del todo. Torres Ríos contribuyó al desconcierto en cuanto muy tangencialmente (mínimo paisajismo, escenitas de jolgorio campestre, bailes criollos) adornó ese intermitente diálogo de la pareja, remedo del intimismo de su preferencia, clarificándolo con una comicidad directa"